# Diachlorus neivai
Diachlorus neivai är en tvåvingeart som beskrevs av Lutz 1913. Diachlorus neivai ingår i släktet Diachlorus och familjen bromsar. Inga underarter finns listade i Catalogue of Life.